# Carl Elsener junior

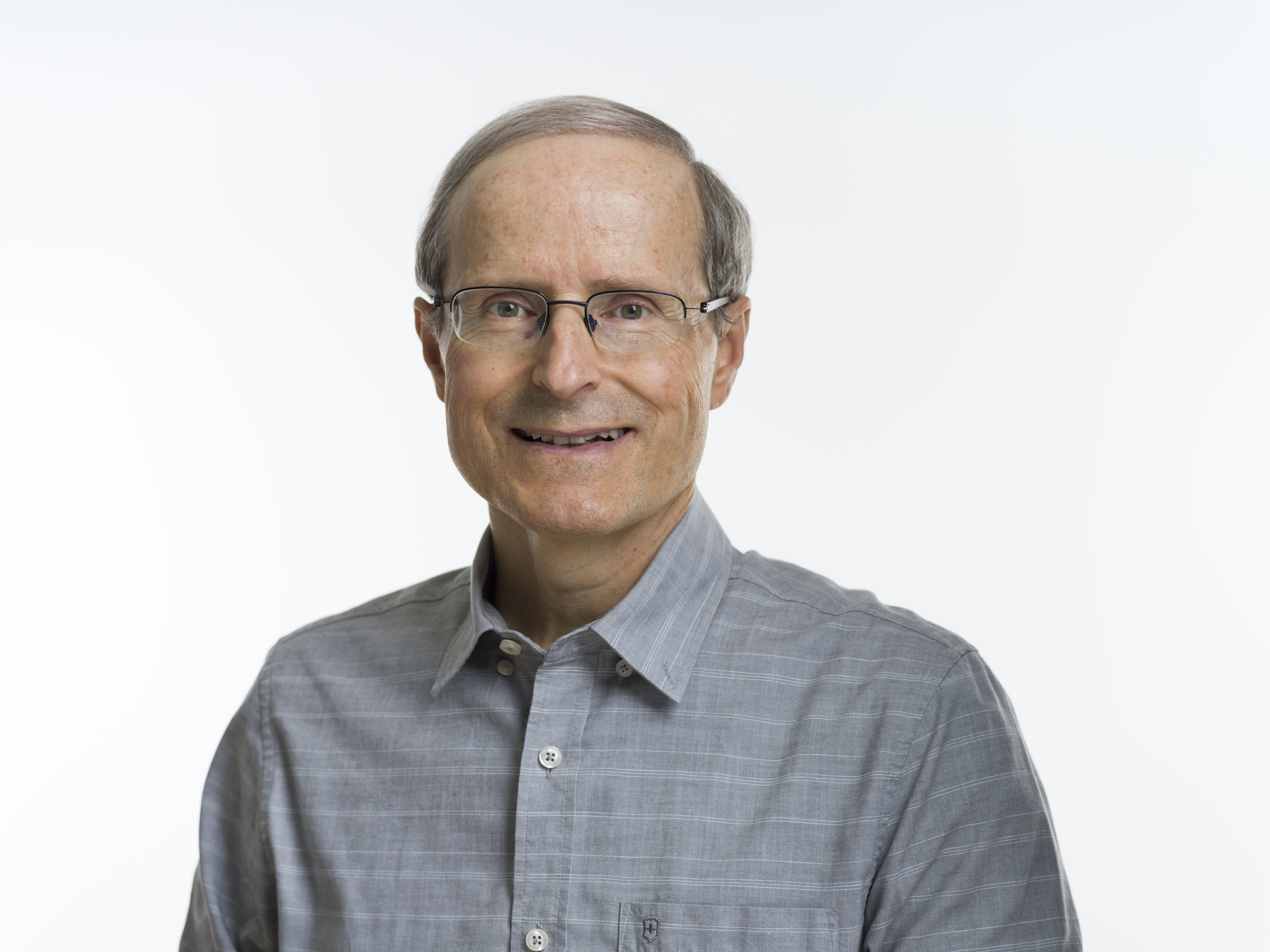
Carl Elsener (2018)

Carl Elsener (* 1958) ist ein Schweizer Unternehmer und seit 2007 Konzernchef der Victorinox AG, einem Messerhersteller im Familienbesitz mit über 2000 Mitarbeitern.

## Leben
Carl Elsener ist der Urenkel von Karl Elsener (1860–1918) und der Sohn von Carl Elsener senior (1922–2013). Karl Elsener hatte im Jahr 1884 in Ibach einen Betrieb zur Herstellung von Messern und chirurgischen Instrumenten eröffnet, aus dem sich die Messerfabrik Victorinox entwickelte.
Elsener folgte nach seinem Maturaabschluss dem Wunsch seines Vaters, ihn beim Fabrikneubau zu unterstützen. So stieg er 1978 in das Unternehmen Victorinox ein und lernte nach einer kaufmännischen Grundausbildung das Führungshandwerk. Während eines sechsmonatigen Aufenthalts in Connecticut, USA arbeitete er beim dortigen Victorinox-Vertreter und schloss berufsbegleitend eine Vertriebs- und Marketingausbildung an der Universität Fairfield ab. Zurück in Ibach arbeitete er mit seinem Vater während 34 Jahren im gemeinsamen Büro.
Im Oktober 2000 gründete Elsener zusammen mit seinem Vater und dessen Bruder Eduard Elsener als Nachfolgelösung die Victorinox-Stiftung, um den Fortbestand und das weitere Gedeihen des Familienunternehmens zu sichern. Die Stiftung hielt zunächst 75 % des Aktienkapitals der Victorinox AG. Weitere 15 % waren im Besitz der gemeinnützigen Carl u. Elise Elsener-Gut Stiftung, die Familie Elsener selber besass noch 10 % der Aktien. Inzwischen gehören 90 % der Firmenanteile der Victorinox-Unternehmensstiftung und 10 % der Carl u. Elise Elsener-Gut Stiftung.
Seit 2007 führt Elsener das Unternehmen als Konzernchef und Präsident des Verwaltungsrats. Den Verwaltungsrat bilden fünf Familienmitglieder, weitere Familienangehörige aus zwei Generationen arbeiten im Unternehmen mit.
Carl Elsener spielte eine wichtige Rolle bei der Transformation des Unternehmens von einer einfachen Messerschleiferwerkstatt in eine globale Marke, deren Portfolio sich auch auf andere Bereiche wie Uhren, Reisegepäck und Düfte erstreckt. Zudem war er massgeblich für den Aufbau des Auslandsgeschäfts und den Vertrieb über E-Commerce verantwortlich. Carl Elsener sieht sich dem Grundsatz seiner Vorgänger verpflichtet und führt Victorinox in der Tradition der Familie weiter.
Elsener ist verheiratet mit Veronika Elsener, sie haben zusammen drei Kinder. Veronika Elsener arbeitet auch im Unternehmen.

## Auszeichnungen
- 2011: SwissAward, Kategorie Wirtschaft
- 2018: Marketeer of the Year[12]
- 2022: Die Handelszeitung wählte Carl Elsener als Ersten des jährlichen Rankings der Schweizer-Unternehmensführer[13]